# Eucocconotus annulatus
Eucocconotus annulatus är en insektsart som beskrevs av Morgan Hebard 1927. Eucocconotus annulatus ingår i släktet Eucocconotus och familjen vårtbitare. Inga underarter finns listade i Catalogue of Life.